# Rob Morgan (Schauspieler)

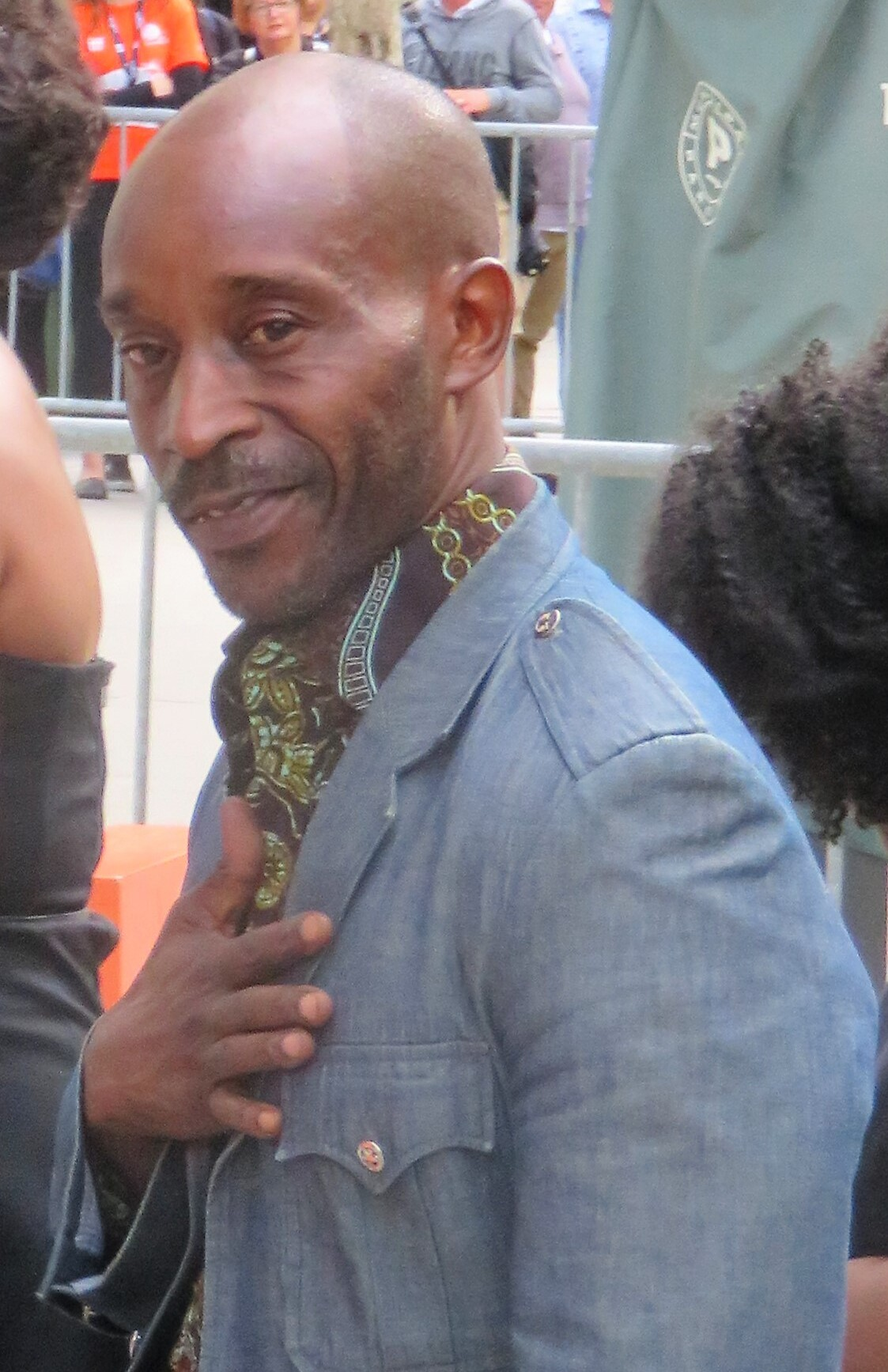
Rob Morgan bei der Premiere von Just Mercy im September 2019

Rob Morgan (* 24. Februar 1973) ist ein US-amerikanischer Schauspieler, der durch seine Rolle als Turk Barrett in den Marvel-Serien Daredevil, Jessica Jones, Luke Cage, Iron Fist, The Defenders und The Punisher von Netflix bekannt wurde.

## Leben
Rob Morgan nahm Schauspielunterricht am American Theatre of Harlem. Ab 2015 war Morgan in der Rolle des Turk Barrett in den Fernsehserien Daredevil, Jessica Jones, Luke Cage, Iron Fist, The Defenders und The Punisher zu sehen. In der Literaturverfilmung Mudbound von Dee Rees aus dem Jahr 2017 übernahm er die Rolle des Farmpächters Hap Jackson, dessen Ehefrau Florence von Mary J. Blige gespielt wurde.
In dem von Joe Talbot inszenierten Film The Last Black Man in San Francisco, der beim Sundance Film Festival 2019 Premiere hatte, spielte er Jimmie Fails’ Vater James Sr. Im gleichen Jahr stellte Destin Daniel Cretton seinen Film Just Mercy beim Toronto International Film Festival vor, der auf einem Buch von Bryan Stevenson basiert und in dem Morgan den Todeskandidaten Herbert Richardson spielt. Im Mai 2019 stellte Annie Silverstein in Cannes ihr Filmdrama Bull vor, in dem Morgan in der Hauptrolle des ehemaligen Rodeo-Stars Abe zu sehen ist. Es folgten Engagements in den Filmen The Photograph, Cut Throat City und dem Kriegsdrama Greyhound – Schlacht im Atlantik, in dem er an der Seite von Tom Hanks zu sehen ist und das am 10. Juli 2020 auf Apple TV+ seine Premiere feierte.
Ende Juni 2020 wurde Rob Morgan ein Mitglied der Academy of Motion Picture Arts and Sciences.

## Filmografie (Auswahl)
- 2015: All Hale
- 2015–2016: Marvel’s Daredevil (Fernsehserie, 7 Folgen)
- 2016–2018: Marvel’s Luke Cage (Fernsehserie, 3 Folgen)
- seit 2016: Stranger Things (Fernsehserie)
- 2017: Steps
- 2017: Mudbound
- 2017: Brawl in Cell Block 99
- 2017–2019: Marvel’s The Punisher (Fernsehserie, 2 Folgen)
- 2018–2019: This Is Us – Das ist Leben (This Is Us, Fernsehserie, 5 Folgen)
- 2018: Monsters and Men
- 2019: Bull
- 2019: The Last Black Man in San Francisco
- 2019: Just Mercy
- 2020: The Photograph
- 2020: Greyhound – Schlacht im Atlantik (Greyhound)
- 2020: Cut Throat City – Stadt ohne Gesetz (Cut Throat City)
- 2021: The United States vs. Billie Holiday
- 2021: The Unforgivable
- 2021: Don’t Look Up
- 2022: Smile – Siehst du es auch? (Smile)
- 2025: The Rivals of Amziah King

## Auszeichnungen
Black Reel Award
- 2021: Nominierung als Bester Hauptdarsteller (Bull)[4]

Independent Spirit Award
- 2021: Nominierung als Bester Hauptdarsteller (Bull)[5]

South by Southwest Film Festival
- 2020: Auszeichnung mit dem Louis Black “Lone Star” Award – Special Jury Recognition for Acting (Bull)[6]